# Partido Republicano Italiano
O Partido Republicano Italiano (em italiano: Partito Repubblicano Italiano, PRI) é um partido político da Itália.
O PRI foi fundado em 1895, altura em que, Itália ainda era uma monarquia. O PRI, na época da monarquia e, na época do fascismo, era um partido de centro-esquerda de linha radicalista, republicana e, acima de tudo, antimonárquico, anticlerical e antifascista.
Após o fim da 2ª Guerra Mundial e, com a instauração da República em 1946, o PRI moveu-se para o centro, adoptando uma ideologia liberal e social-liberal, defendendo uma economia de mercado, o federalismo europeu e, a adesão de Itália à NATO.
Durante a I República, o PRI formou parte de vários governos com a Democracia Cristã, sendo importante para a estabilidade política e governativa italiana.
Após a queda da I República, em 1994, o PRI passou a ter um papel marginal, sem nunca mais, recuperar a influência do passado.
O partido é liderado por Francesco Nucara e, tem a sua sede em Roma.

## Resultados eleitorais

### Eleições legislativas

#### Câmara dos Deputados
| Data | CI.               | Votos             | %                 | +/-               | Deputados | +/-     | Status            |
| ---- | ----------------- | ----------------- | ----------------- | ----------------- | --------- | ------- | ----------------- |
| 1897 | 5.º               | N/A               | 5,0 / 100,0       |                   | 25 / 508  |         | Oposição          |
| 1900 | 5.º               | 79 127            | 6,2 / 100,0       | 1,2               | 29 / 508  | 4       | Oposição          |
| 1904 | 5.º               | 75 225            | 4,9 / 100,0       | 1,3               | 24 / 508  | 5       | Oposição          |
| 1909 | 5.º               | 81 461            | 4,4 / 100,0       | 0,5               | 23 / 508  | 1       | Oposição          |
| 1913 | 8.º               | 102 102           | 2,0 / 100,0       | 2,4               | 8 / 508   | 15      | Oposição          |
| 1919 | 11.º              | 53 197            | 0,9 / 100,0       | 1,1               | 9 / 508   | 1       | Oposição          |
| 1921 | 9.º               | 124 924           | 1,9 / 100,0       | 1,0               | 6 / 535   | 3       | Oposição          |
| 1924 | 9.º               | 133 714           | 1,9 / 100,0       | Estável           | 7 / 535   | 1       | Oposição          |
| 1929 | Banido            | Banido            | Banido            | Banido            | Banido    | Banido  | Banido            |
| 1934 | Banido            | Banido            | Banido            | Banido            | Banido    | Banido  | Banido            |
| 1946 | 6.º               | 1 003 007         | 4,4 / 100,0       |                   | 23 / 556  |         | Governo           |
| 1948 | 6.º               | 651 875           | 2,5 / 100,0       | 1,9               | 9 / 574   | 14      | Governo           |
| 1953 | 8.º               | 438 149           | 1,6 / 100,0       | 0,9               | 5 / 590   | 4       | Apoio parlamentar |
| 1958 | 9.º               | 405 782           | 1,4 / 100,0       | 0,5               | 6 / 596   | 1       | Oposição          |
| 1963 | 8.º               | 420 213           | 1,4 / 100,0       | Estável           | 6 / 630   | Estável | Governo           |
| 1968 | 7.º               | 626 533           | 2,0 / 100,0       | 0,6               | 9 / 630   | 3       | Oposição          |
| 1972 | 7.º               | 954 357           | 2,9 / 100,0       | 0,9               | 15 / 630  | 6       | Governo           |
| 1976 | 6.º               | 1 135 546         | 3,1 / 100,0       | 0,2               | 14 / 630  | 1       | Oposição          |
| 1979 | 7.º               | 1 110 209         | 3,0 / 100,0       | 0,1               | 16 / 630  | 2       | Governo           |
| 1983 | 5.º               | 1 874 512         | 5,1 / 100,0       | 2,1               | 29 / 630  | 13      | Governo           |
| 1987 | 5.º               | 1 428 663         | 3,7 / 100,0       | 1,4               | 21 / 630  | 8       | Governo           |
| 1992 | 7.º               | 1 722 465         | 4,4 / 100,0       | 0,7               | 27 / 630  | 6       | Governo           |
| 1994 | nas listas do PS  | nas listas do PS  | nas listas do PS  | nas listas do PS  | 8 / 630   | 19      | Oposição          |
| 1996 | nas listas do PPI | nas listas do PPI | nas listas do PPI | nas listas do PPI | 2 / 630   | 6       | Governo           |
| 2001 | nas listas da FI  | nas listas da FI  | nas listas da FI  | nas listas da FI  | 1 / 630   | 1       | Governo           |
| 2006 | nas listas da FI  | nas listas da FI  | nas listas da FI  | nas listas da FI  | 2 / 630   | 1       | Governo           |
| 2008 | nas listas do PdL | nas listas do PdL | nas listas do PdL | nas listas do PdL | 2 / 630   | Estável | Governo           |
| 2013 | 21.º              | 7 143             | 0,0 / 100,0       |                   | 0 / 630   | 2       | Extra-parlamentar |

#### Senado
| Data | CI.               | Votos             | %                 | +/-               | Deputados | +/-     |
| ---- | ----------------- | ----------------- | ----------------- | ----------------- | --------- | ------- |
| 1948 | 6.º               | 594 178           | 2,6 / 100,0       |                   | 4 / 237   |         |
| 1953 | 8.º               | 261 713           | 1,1 / 100,0       | 1,5               | 0 / 237   | 4       |
| 1958 | 9.º               | 363 462           | 1,4 / 100,0       | 0,3               | 0 / 246   | Estável |
| 1963 | 8.º               | 223 350           | 0,8 / 100,0       | 0,6               | 0 / 315   | Estável |
| 1968 | 7.º               | 622 388           | 2,2 / 100,0       | 1,4               | 2 / 315   | 2       |
| 1972 | 7.º               | 918 440           | 3,1 / 100,0       | 0,9               | 5 / 315   | 3       |
| 1976 | 6.º               | 846 415           | 2,7 / 100,0       | 0,4               | 6 / 315   | 1       |
| 1979 | 6.º               | 1 053 251         | 3,4 / 100,0       | 0,7               | 6 / 315   | Estável |
| 1983 | 5.º               | 1 452 279         | 4,7 / 100,0       | 1,3               | 10 / 315  | 4       |
| 1987 | 5.º               | 1 248 641         | 3,9 / 100,0       | 0,8               | 8 / 315   | 2       |
| 1992 | 7.º               | 1 565 142         | 4,7 / 100,0       | 0,8               | 10 / 315  | 2       |
| 1994 | nas listas do PS  | nas listas do PS  | nas listas do PS  | nas listas do PS  | 7 / 315   | 3       |
| 1996 | nas listas do PPI | nas listas do PPI | nas listas do PPI | nas listas do PPI | 2 / 315   | 5       |
| 2001 | nas listas da FI  | nas listas da FI  | nas listas da FI  | nas listas da FI  | 1 / 315   | 1       |
| 2006 | nas listas da FI  | nas listas da FI  | nas listas da FI  | nas listas da FI  | 1 / 315   | Estável |
| 2008 | nas listas do PdL | nas listas do PdL | nas listas do PdL | nas listas do PdL | 0 / 315   | 1       |
| 2013 | 21.º              | 8 476             | 0,0 / 100,0       |                   | 0 / 315   | Estável |

### Eleições europeias
| Data |                  | Votos            | %                | +/-              | Deputados     | +/-           |
| ---- | ---------------- | ---------------- | ---------------- | ---------------- | ------------- | ------------- |
| 1979 | 8.º              | 896 139          | 2,6 / 100,0      |                  | 2 / 81        |               |
| 1984 | 5.º              | 2 140 501        | 6,1 / 100,0      | 3,5              | 3 / 81        | 1             |
| 1989 | 5.º              | 1 532 388        | 4,4 / 100,0      | 1,7              | 3 / 81        | Estável       |
| 1994 | 12.º             | 242 786          | 0,7 / 100,0      | 3,7              | 1 / 87        | 2             |
| 1999 | 18.º             | 168 620          | 0,5 / 100,0      | 0,2              | 1 / 87        | Estável       |
| 2004 | 16.º             | 233 144          | 0,7 / 100,0      | 0,2              | 0 / 78        | 1             |
| 2009 | Não concorreu    | Não concorreu    | Não concorreu    | Não concorreu    | Não concorreu | Não concorreu |
| 2014 | Escolha Europeia | Escolha Europeia | Escolha Europeia | Escolha Europeia | 0 / 73        |               |